# Luke Kibet
Luke Kibet Bowen (Kaplelach, 12 aprile 1983) è un maratoneta keniota, campione mondiale della specialità a Osaka 2007.

## Biografia
Nato nel villaggio di Kaplelach, nel distretto di Uasin Gishu, ha iniziato la sua carriera nel centro di allenamento di Eldoret, gareggiando principalmente nelle siepi. Ha iniziato a dedicarsi alla maratona nel 2004 e in questa specialità è riuscito ad imporsi a livello internazionale. Attualmente è allenato da Moses Tanui al campo di allenamento di Kaptagat.
Ha vinto la medaglia d'oro nella maratona ai Mondiali di Osaka 2007 con il tempo di 2h15'59", prima vittoria keniota da quella di Douglas Wakiihuri nel 1987.
Il suo primato personale è 2h08'52", ottenuto nell'ottobre 2005 alla maratona di Eindhoven. Nella mezza maratona il suo record è 1h00'43", ottenuto nel settembre 2006 a Rotterdam.
Il 28 ottobre 2007 ha vinto la Great South Run, corsa di 10 miglia a Portsmouth.
Durante i disordini scoppiati in seguito alle elezioni politiche keniote del 2007, Kibet fu attaccato dalla folla, ma è riuscito a sopravvivere senza essere ferito.

## Palmarès
| Anno | Manifestazione  | Sede    | Evento   | Risultato | Prestazione | Note |
| ---- | --------------- | ------- | -------- | --------- | ----------- | ---- |
| 2007 | Mondiali        | Osaka   | Maratona | Oro       | 2h15'59"    |      |
| 2008 | Giochi olimpici | Pechino | Maratona | dnf       | dnf         |      |

## Altre competizioni internazionali
2003
- 4º alla City-Pier-City Loop ( L'Aia) - 1h01'10"
- Bronzo alla Bredase Singelloop ( Breda) - 1h02'09"
- 5º all'Humarathon ( Vitry-sur-Seine) - 1h02'37"
- Bronzo alla Dam tot Dam ( Zaandam), 10 miglia - 46'10"
- Oro alla Tilburg Ten Miles ( Tilburg) - 46'18"
- Argento alla Posbankloop ( Velp), 15 km - 45'41"
- Oro alla Hilversum 10 km ( Hilversum) - 28'50"
- Oro alla Hypotheker-Herdgangloop ( Eindhoven) - 29'16"

2004
- Argento alla Maratona di Enschede ( Enschede) - 2h11'06"
- Argento alla Maratona di Francoforte ( Francoforte sul Meno) - 2h11'28"
- Argento alla BIG 25 Berlin ( Berlino), 25 km - 1h12'52"
- 6º alla Mezza maratona di Lisbona ( Lisbona) - 1h00'00"
- Argento alla Mezza maratona di Johannesburg ( Johannesburg) - 1h03'06"

2005
- 17º alla Maratona di Londra ( Londra) - 2h16'40"
- Bronzo alla Maratona di Eindhoven ( Eindhoven) - 2h08'25"
- Oro alla Taipei International Marathon ( Taipei) - 2h11'54"
- Oro alla BIG 25 Berlin ( Berlino), 25 km - 1h13'51"
- 5º alla Mezza maratona di Rotterdam ( Rotterdam) - 1h00'58"

2006
- 14º alla Maratona di Rotterdam ( Rotterdam) - 2h15'24"
- Bronzo alla Maratona di Eindhoven ( Eindhoven) - 2h10'06"
- Oro alla Taipei International Marathon ( Taipei) - 2h11'05"
- 5º alla Mezza maratona di Rotterdam ( Rotterdam) - 1h00'43"
- 8º alla Standard Chartered Nairobi Half Marathon ( Nairobi) - 1h02'42"

2007
- Oro alla Maratona di Vienna ( Vienna) - 2h10'07"
- 14º alla City-Pier-City Loop ( L'Aia) - 1h02'50"
- Oro alla Great South Run ( Portsmouth), 10 miglia - 47'31"

2008
- 11º alla Maratona di Londra ( Londra) - 2h12'25"
- Oro alla Singapore Marathon ( Singapore) - 2h13'01"
- 4º alla Great North Run ( Newcastle upon Tyne) - 1h01'34"
- Bronzo alla Great South Run ( Portsmouth), 10 miglia - 47'01"
- 5º alla Great Manchester Run ( Manchester) - 28'21"
- 11º alla World's Best 10 km ( San Juan) - 28'44"

2009
- Oro alla Singapore Marathon ( Singapore) - 2h11'25"
- Bronzo alla BIG 25 Berlin ( Berlino), 25 km - 1h15'31"
- Oro alla Lagos Half Marathon ( Lagos) - 1h07'49"
- Bronzo alla Great South Run ( Portsmouth), 10 miglia - 47'16"
- 7º al Discovery Kenya Crosscountry ( Eldoret) - 38'31"

2012
- 17º alla Maratona di Vienna ( Vienna) - 2h12'31"
- Argento alla Singapore Marathon ( Singapore) - 2h17'26"
- 16º alla Maratona di Mumbai ( Mumbai) - 2h18'36"
- Oro alla Bali Half Marathon - 1h05'49"

2013
- 8º alla Maratona di Vienna ( Vienna) - 2h15'16"
- 4º alla Singapore Marathon ( Singapore) - 2h17'14"
- 6º alla Maratona di Giacarta - 2h22'06"
- Bronzo alla Mezza maratona di Berkane ( Berkane) - 1h02'10"
- Argento alla Bali Half Marathon - 1h03'25"

2014
- Oro alla Maratona di Zagabria ( Zagabria) - 2h14'11"
- 7º alla Galaxy Entertainment Macau International Marathon ( Macao) - 2h16'28"
- 7º alla Maratona di Hong Kong ( Hong Kong) - 2h16'42"
- 12º alla Mezza maratona di Berlino ( Berlino) - 1h02'45"

2015
- Bronzo alla Maratona di Mumbai ( Mumbai) - 2h10'57"
- 5º alla Hefei International Marathon ( Hefei) - 2h17'02"
- 6º alla Yellow River Estuary International Marathon ( Dongying) - 2h18'09"
- Oro alla Maratona di Libreville ( Libreville) - 2h20'05"
- 6º alla Galaxy Entertainment Macau International Marathon ( Macao) - 2h20'13"

2016
- 6º alla Dongguan Songshan Lake International Marathon ( Dongguan) - 2h12'16"
- 6º alla Lotto Baringo Half Marathon ( Kabarnet) - 1h03'44"

2017
- Oro alla Maratona di Des Moines ( Des Moines) - 2h21'32"
- 7º alla Indianapolis Monumental Half Marathon ( Indianapolis) - 1h06'16"

2019
- 7º alla Marathon d'Annecy ( Annecy) - 2h20'32"